# Ambassade de Corée du Sud en France
L'ambassade de Corée du Sud en France (coréen : 주 프랑스 대한민국 대사관) est la représentation diplomatique de la république de Corée auprès de la République française. Elle est située 125, rue de Grenelle, dans le 7e arrondissement de Paris, la capitale du pays. Son ambassadeur est, depuis 2024, Moon Seoung-hyun. 
Elle assure également la représentation diplomatique sud-coréenne auprès de la principauté de Monaco.

## L'ambassade
L'ambassade se trouve dans l'hôtel de Damas d'Antigny sis au 125, rue de Grenelle, dans le 7e arrondissement.
En 2021, le pays acquiert un hôtel particulier de 992 m2 sis au 25, avenue Charles-Floquet et donnant sur le Champ-de-Mars, aménagé par le décorateur français Pierre Yovanovitch, qui sert de résidence à l’ambassadeur.

## Ambassadeurs de Corée du Sud en France
| Date de nomination        | Date de nomination        | Date de remise des lettres de créance | Date de remise des lettres de créance | Ambassadeur               |
| En qualité d'ambassadeurs | En qualité d'ambassadeurs | En qualité d'ambassadeurs             | En qualité d'ambassadeurs             | En qualité d'ambassadeurs |
| ------------------------- | ------------------------- | ------------------------------------- | ------------------------------------- | ------------------------- |
| ?                         |                           | 21 juillet 1993                       | [ JORF 1 ]                            | Sun-Sup Chang             |
| ?                         |                           | 21 mars 1996                          | [ JORF 2 ]                            | Lee See-Young             |
| ?                         |                           | 6 juillet 1998                        | [ JORF 3 ]                            | Kwon In-Hyuk              |
| ?                         |                           | 23 avril 2001                         | [ JORF 4 ]                            | Jang Jai-Ryong            |
| ?                         |                           | 4 novembre 2003                       | [ JORF 5 ]                            | Chul-ki Ju                |
| ?                         |                           | 15 janvier 2010                       | [ JORF 6 ]                            | Heung-shin Park           |
| ?                         |                           | 26 octobre 2012                       | [ JORF 7 ]                            | Lee Hye-min               |
|                           |                           | 6 juillet 2015                        | [ JORF 8 ]                            | Mo Chul-min               |
| 2018                      |                           | 31 août 2018                          | [ JORF 9 ]                            | Jong-Moon Choi            |
| 2021                      |                           | 12 avril 2021                         | [ JORF 10 ]                           | Yoo Dae-jong              |
| 2022                      |                           | 15 janvier 2023                       | [ JORF 11 ]                           | Choi Jai-chul             |
| 2024                      |                           | 13 décembre 2024                      | [ JORF 12 ]                           | Moon Seoung-hyun          |

## Centre culturel
Le Centre culturel coréen se trouve au 20, rue La Boétie, dans le 8e arrondissement. Avant 2020, il était domicilié 2, avenue d'Iéna.

## Délégation auprès de l'OCDE
La délégation sud-coréenne auprès de l'OCDE se trouve 4, place de la Porte-de-Passy (16e arrondissement de Paris).

## Galerie

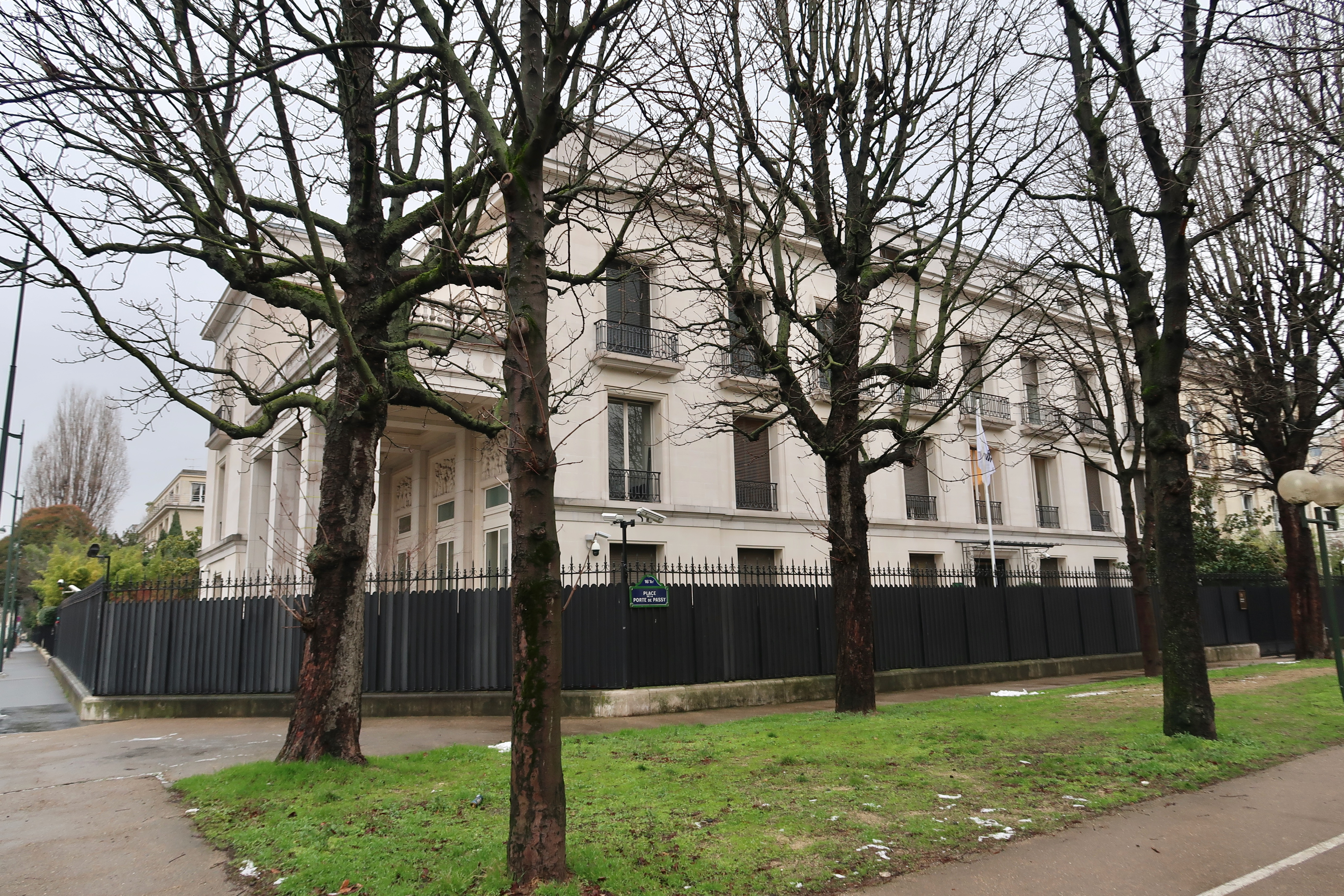
Délégation sud-coréenne auprès de l'OCDE (4, place de la Porte-de-Passy).
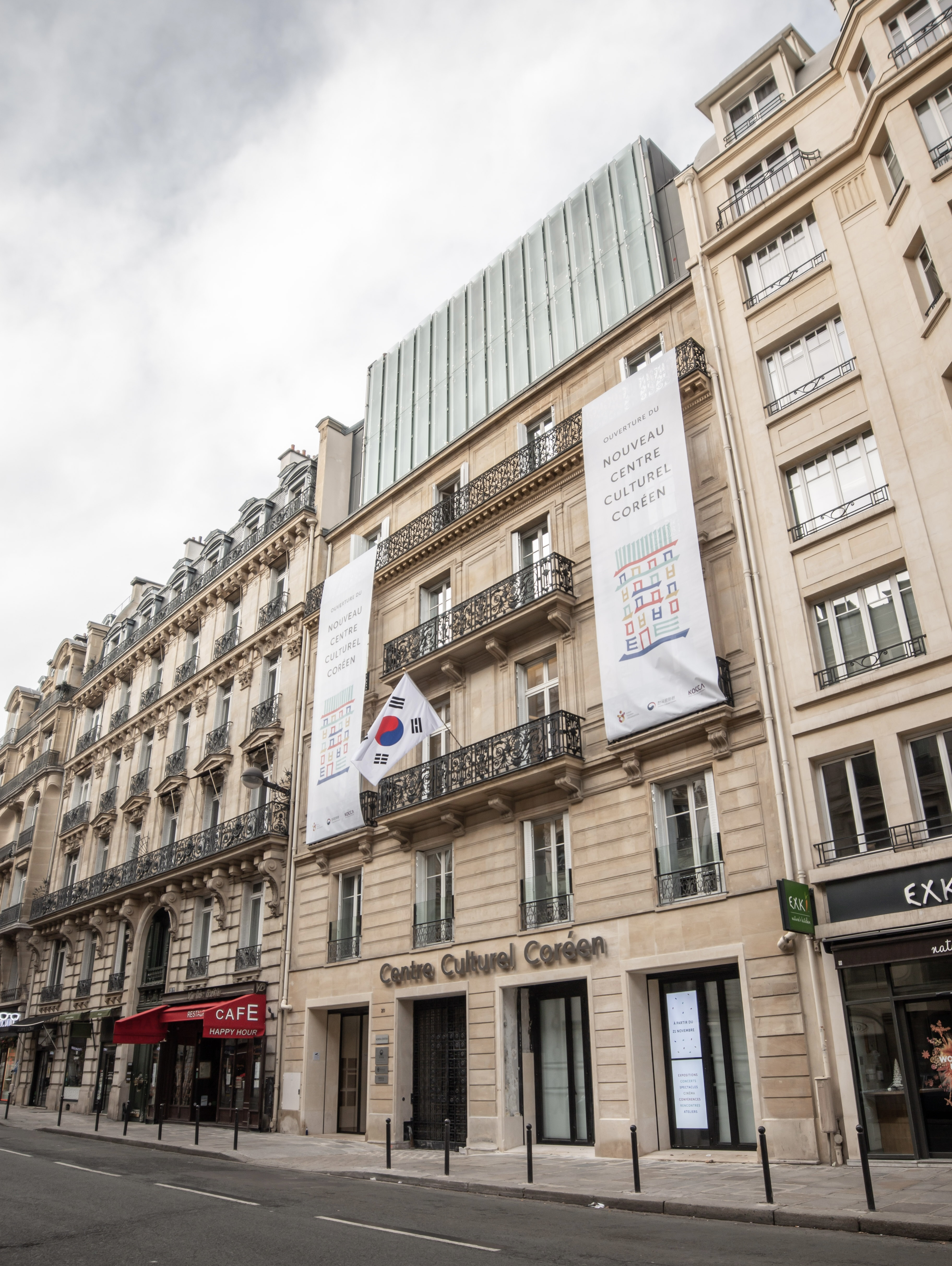
Centre culturel coréen (20, rue La Boétie).